# Baba Rahman
Baba Abdul Rahman (Tamale, 2 juli 1994) is een Ghanees voetballer die doorgaans speelt als linksback. In juli 2023 verruilde hij Chelsea voor PAOK Saloniki. Rahman maakte in 2014 zijn debuut in het Ghanees voetbalelftal.

## Carrière
Rahman speelde in de jeugdopleiding van het Ghanese Dreamz. Dat verhuurde hem gedurende het seizoen 2011/12 aan Asante Kotoko, waarvoor hij dat seizoen debuteerde in het betaald voetbal. Rahman verhuisde in 2012 naar Greuther Fürth, dat toen net was gepromoveerd naar de Bundesliga. Hier speelde hij op 25 september 2012 zijn eerste wedstrijd, een 0–2 nederlaag tegen Fortuna Düsseldorf. Rahman kwam dat duel als invaller binnen de lijnen. Het was zijn eerste van meer dan veertig competitiewedstrijden voor de club. Hij degradeerde in 2013 met Greuther Fürth naar de 2. Bundesliga.
Rahman keerde in augustus 2014 terug in de Bundesliga door een vijfjarig contract bij FC Augsburg te tekenen. Dat nam hem voor een niet bekendgemaakt bedrag over van Greuther Fürth. Hij werd er vrijwel meteen basisspeler en eindigde het seizoen met de club als nummer vijf van Duitsland. Het werd zijn enige seizoen bij Augsburg, want in augustus 2015 stapte hij over naar Chelsea, de kampioen van de Premier League in het voorgaande seizoen. De clubs spraken af om het transferbedrag niet officieel naar buiten te brengen. ESPN noemde een bedrag van circa dertig miljoen euro. Sky Sports sprak van 'meer dan achtentwintig miljoen euro'. Rahman werd in zijn eerste jaar in Engeland noch onder coach José Mourinho noch onder interim-coach Guus Hiddink basisspeler.
Chelsea verhuurde hem in augustus 2016 voor een jaar aan Schalke 04. Hier speelde hij in dertien van de eerste zeventien competitieronden. Hij scheurde op 17 januari 2017 de kruisband van zijn linkerknie af tijdens een wedstrijd tegen Oeganda op de Afrika Cup 2017. Hij miste daardoor de rest van het seizoen. In januari 2018 huurde Schalke 04 de Ghanese vleugelverdediger opnieuw. Een jaar later had hij drie competitiewedstrijden gespeeld voor Schalke en hij keerde terug bij Chelsea, dat hem hierop verhuurde aan Stade de Reims. In 2019 was de beurt aan RCD Mallorca om hem te huren. In januari 2021 werd het een halfjaar PAOK Saloniki. Rahman werd in augustus 2021 voor de zesde keer verhuurd, nu aan Reading. Aan het begin van het seizoen 2022/23 huurde Reading hem opnieuw. In de zomer van 2023 vertrok Rahman na acht jaar definitief bij Chelsea, waarna hij voor drie seizoenen tekende bij PAOK, dat hem in 2021 al had gehuurd.

## Clubstatistieken
| Seizoen | Club             | Competitie       | Competitie | Competitie | Beker | Beker | Internationaal | Internationaal | Totaal | Totaal |
| Seizoen | Club             | Competitie       | Wed.       | Dlp.       | Wed.  | Dlp.  | Wed.           | Dlp.           | Wed.   | Dlp.   |
| ------- | ---------------- | ---------------- | ---------- | ---------- | ----- | ----- | -------------- | -------------- | ------ | ------ |
| 2012/13 | Greuther Fürth   | Bundesliga       | 20         | 0          | 1     | 0     | —              | —              | 21     | 0      |
| 2013/14 | Greuther Fürth   | 2. Bundesliga    | 22         | 0          | 3     | 0     | —              | —              | 25     | 0      |
| 2014/15 | Greuther Fürth   | 2. Bundesliga    | 2          | 2          | 0     | 0     | —              | —              | 2      | 2      |
| 2014/15 | FC Augsburg      | Bundesliga       | 31         | 0          | 0     | 0     | —              | —              | 31     | 0      |
| 2015/16 | FC Augsburg      | Bundesliga       | 0          | 0          | 1     | 0     | —              | —              | 1      | 0      |
| 2015/16 | Chelsea          | Premier League   | 15         | 0          | 4     | 0     | 4              | 0              | 23     | 0      |
| 2016/17 | → Schalke 04     | Bundesliga       | 13         | 0          | 2     | 0     | 6              | 1              | 21     | 1      |
| 2017/18 | Chelsea          | Premier League   | 0          | 0          | 0     | 0     | 0              | 0              | 0      | 0      |
| 2017/18 | → Schalke 04     | Bundesliga       | 1          | 0          | 0     | 0     | —              | —              | 1      | 0      |
| 2018/19 | → Schalke 04     | Bundesliga       | 2          | 0          | 1     | 0     | 1              | 0              | 4      | 0      |
| 2018/19 | → Stade de Reims | Ligue 1          | 11         | 1          | 0     | 0     | —              | —              | 11     | 1      |
| 2019/20 | → RCD Mallorca   | Primera División | 2          | 0          | 3     | 0     | —              | —              | 5      | 0      |
| 2020/21 | Chelsea          | Premier League   | 0          | 0          | 0     | 0     | 0              | 0              | 0      | 0      |
| 2020/21 | → PAOK Saloniki  | Super League     | 13         | 1          | 4     | 0     | —              | —              | 17     | 1      |
| 2021/22 | → Reading        | Championship     | 29         | 0          | 0     | 0     | —              | —              | 29     | 0      |
| 2022/23 | → Reading        | Championship     | 18         | 0          | 2     | 0     | —              | —              | 20     | 0      |
| 2023/24 | PAOK Saloniki    | Super League     | 28         | 6          | 2     | 0     | 14             | 1              | 44     | 7      |
| 2024/25 | PAOK Saloniki    | Super League     | 9          | 3          | 0     | 0     | 10             | 3              | 19     | 6      |
| Totaal  | Totaal           | Totaal           | 216        | 13         | 23    | 0     | 35             | 5              | 274    | 18     |

Bijgewerkt op 28 november 2024.

## Interlandcarrière
Rahman debuteerde op 10 september 2014 onder bondscoach Kwesi Appiah in het Ghanees voetbalelftal. Diens opvolger Avram Grant nam hem een jaar later mee naar het Afrikaans voetbal 2015, zijn eerste eindtoernooi. Hij was er basisspeler in de Ghanese ploeg die dat jaar de finale bereikte. Grant nam hem ook mee naar het Afrikaans voetbal 2017. Hierop raakte hij na ruim een half uur in de eerste poulewedstrijd geblesseerd aan zijn meniscus. Die blessure kostte hem de rest van het toernooi. Appiah was opnieuw zijn coach op het Afrikaans voetbal 2019.
In november 2022 werd Rahman door bondscoach Otto Addo opgenomen in de voorselectie van Ghana voor het WK 2022. Tien dagen later maakte hij ook onderdeel uit van de definitieve selectie. Tijdens dit WK werd Ghana uitgeschakeld in de groepsfase na nederlagen tegen Portugal en Uruguay en een overwinning op Zuid-Korea. Rahman kwam in alle drie duels in actie. Zijn toenmalige clubgenoten Mamadou Loum (Senegal) en Junior Hoilett (Canada) waren ook actief op het toernooi.